# Otto Bühler
Otto Bühler (* 11. Juni 1882 in Einöllen im Landkreis Kusel; † 14. April 1945 in Homburg) war ein deutscher Verwaltungsjurist und Landrat.

## Leben
Otto Bühler studierte von 1900 bis 1904 Rechtswissenschaften an der Humboldt-Universität zu Berlin, der Universität Leipzig, der Ludwig-Maximilians-Universität München und der Julius-Maximilians-Universität Würzburg. Nach der ersten juristischen Staatsprüfung war er als Rechtspraktikant beim Amtsgericht Wolfstein, Landgericht Würzburg, Stadtverwaltung Würzburg und beim Bezirksamt Ochsenfurt eingesetzt und machte im Dezember 1907 das Große juristische Staatsexamen. Bevor Bühler zum 1. Dezember 1908 als Akzessist zur Regierung von Unterfranken kam, war er als geprüfter Rechtspraktikant beim Bezirksamt Kaiserslautern und bei der Handelskammer Würzburg tätig. Zum 1. Oktober 1912 erhielt er eine Anstellung als Assessor beim Bezirksamt Homburg, wurde dort 1920 Bezirksamtmann und zum 1. Juli 1921 Regierungsrat. In der Zeit vom 24. März 1923 bis zum 31. März 1933 war Bühler Vorsitzender der Saarfürsorge beim Reichsversicherungsgericht, das beim Reichsversicherungsamt angesiedelt war. 1926 wurde er Oberregierungsrat und zum 1. April 1933 zum Bezirksamtsvorstand in Frankenthal ernannt. Bereits einige Tage später wurde er vorübergehend  zur Dienstleistung bei der Regierung des Saarlandes, das unter dem Mandat des Völkerbundes stand, beurlaubt. Zum 1. April 1935 übernahm er wieder die Leitung der Verwaltung in Homburg, wo er später (ab 1939) Landrat wurde. 1942/1943 war er gleichzeitig mit der Führung des Landratsamtes St. Ingbert beauftragt.  Bühler kam bei einem Luftangriff auf Homburg am 14. April 1945 ums Leben.